# Сефідруд
Сефідруд (перс. سفیدرود, sefiːdruːd, «біла річка» азерб. قزل اؤزؤن) — річка в північно-західному Ірані завдовжки близько 670 км. Тече переважно на північний схід і впадає в Каспійське море біля міста Решт. Друга за протяжністю річка в Ірані після Каруна.
Річка прорізала річкові ворота крізь гори Ельбурс. В місті Манджіль вона утворюється злиттям двох приток, а потім розширює долину між Талиськими горами і головним пасмом гір Ельбурс. Ці річкові ворота служать головним шляхом між Тегераном і останом Ґілян з його каспійськими низинами.
Вище міста Манджіль річка була відома під назвою Кізіл Узун, «Довга червона річка». Знаменита своєю рибою, якої в річці водиться велика кількість, особливо Каспійським лососем, Salmo trutta caspius.
1962 року річку загороджено дамбою під назвою Шахбану Фарах Дам (пізніше її перейменували на Манджіль Дам). Вона утворює резервуар місткістю 1,86 км³ і дозволяє додатково зрошувати 2380 км². Наявність резервуару пом'якшує паводки і значно підвищує виробництво рису в дельті. Потужність гідроелектростанції становить 87 000 кВт. Однак наявність дамби негативно вплинула на стан рибного господарства річки, оскільки зменшила стік води, підвищила її температуру та зменшила доступність їжі, особливо для осетера і певної мірою для лосося

## Історія

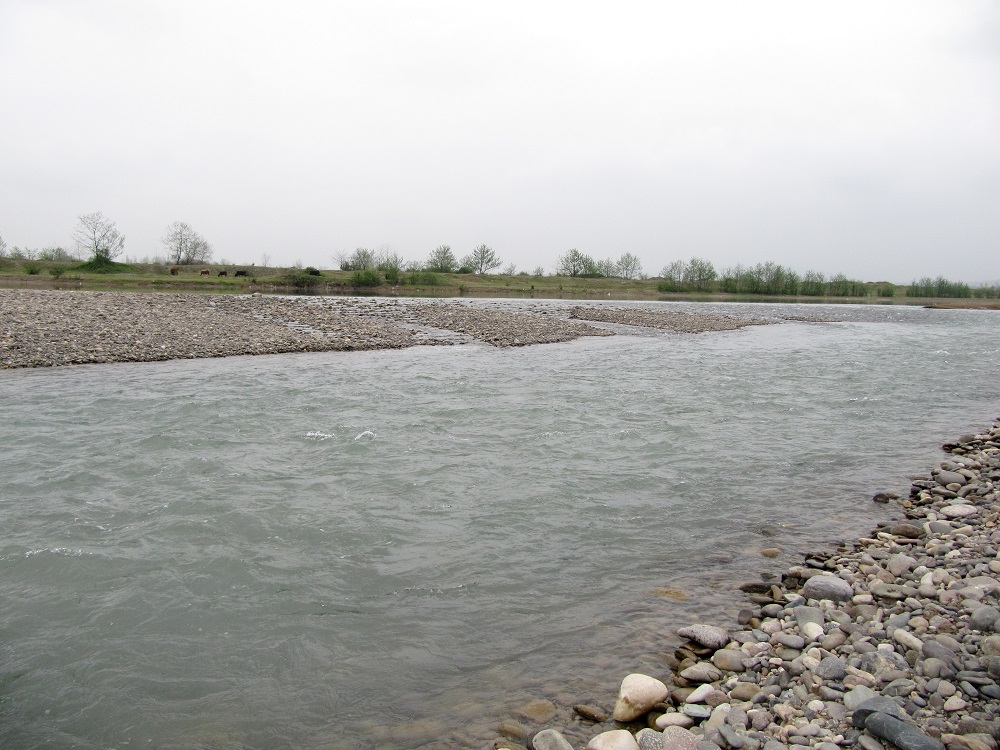
Річка Сефідруд поблизу Решта (Іран)

Сефідруд була відома в античності під назвами Мардос (грец. Μαρδος; лат. Mardus) і Амардос (грец. Αμαρδος; лат. Amardus). В елліністичний період на північ від річки (тоді Мардос) проживало гірське плем'я кадусіїв.
Девід Рол ототожнює Сефідруд із біблейською річкою Пішон.

## Галерея

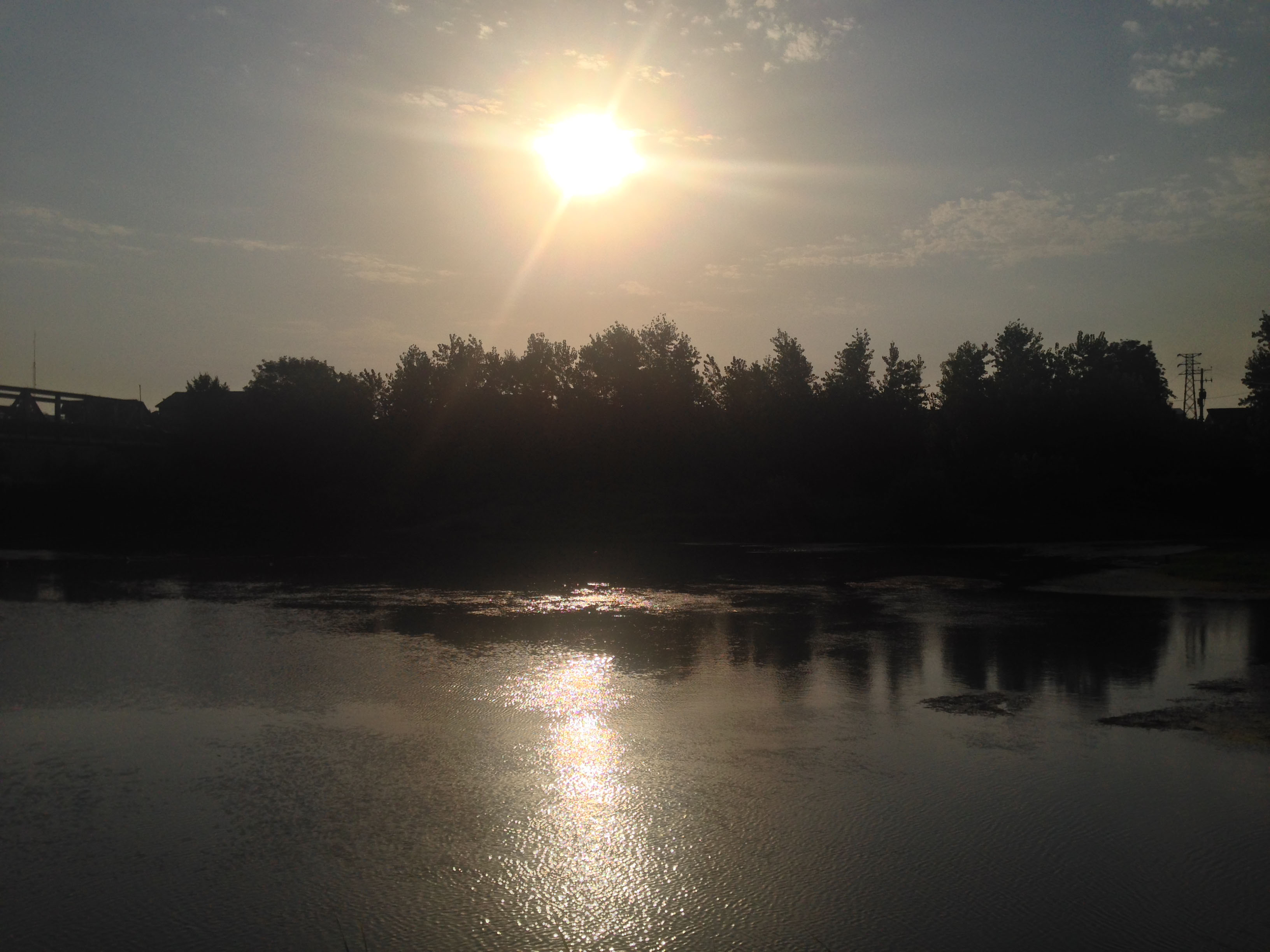
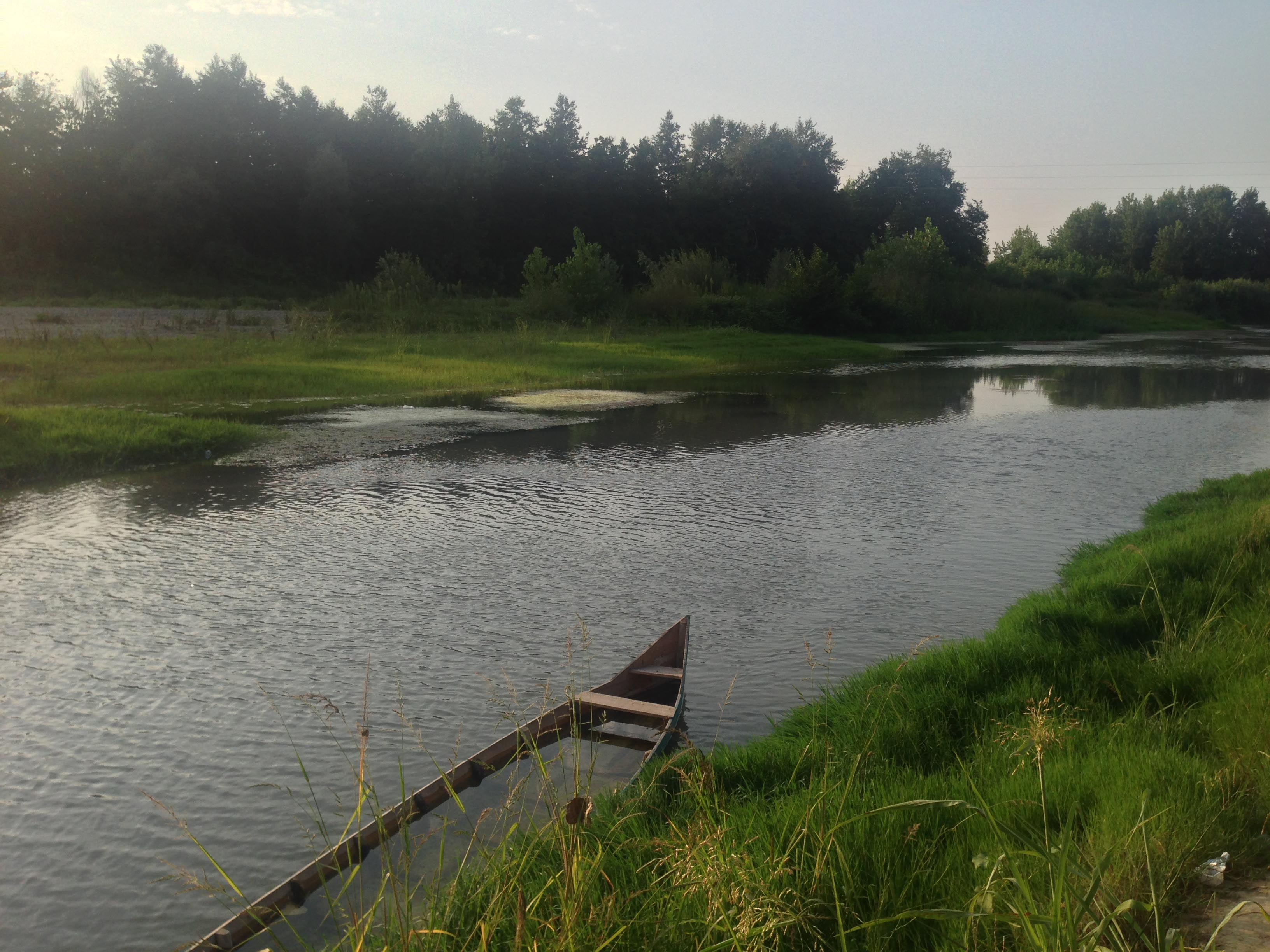